# Dihydrokodeina
Dihydrokodeina (łac. dihydrocodeinum) – organiczny związek chemiczny, pochodna morfiny o ośrodkowym działaniu przeciwbólowym i przeciwkaszlowym. W dawkach terapeutycznych tj. do 120 mg na dobę, praktycznie nie powoduje zależności fizycznej ani psychicznej. Stosuje się ją w silnych bólach nowotworowych oraz w bólach o innej etiologii.
Może powodować niewydolność układu oddechowego, napad astmy oskrzelowej, wymioty lub zaparcia. Zwalnia perystaltykę jelit. Alkohol etylowy jak i leki nasenne z grupy benzodiazepin lub pochodnych kwasu barbiturowego nasilają depresyjne ośrodkowe działanie dihydrokodeiny.
Dihydrokodeina należy do grupy III-N (Środki odurzające). Obecnie jeden z głównych leków polecanych przez WHO w leczeniu bólów nowotworowych na tzw. II-stopniu drabiny analgetycznej, często w połączeniu z paracetamolem lub NLPZ (Niesterydowe leki przeciwzapalne) jak na przykład ibuprofen, naproksen, diklofenak, nimesulid.
W Polsce winian dihydrokodeiny jest sprzedawany pod nazwą handlową DHC Continus w postaci tabletek o przedłużonym uwalnianiu.